# Pygospila tyres
Pygospila tyres is een vlinder uit de familie van de grasmotten (Crambidae), uit de onderfamilie van de Spilomelinae. De wetenschappelijke naam van deze soort is voor het eerst voorgesteld als Phalaena rurales tyres door Pieter Cramer in een publicatie uit 1780.
De spanwijdte bedraagt ongeveer 4 centimeter.

## Verspreiding
De soort komt voor in:
- het Afrotropisch gebied (Sierra Leone, Liberia, Ivoorkust, Nigeria[2], Kameroen, Gabon[2], Congo-Kinshasa, Malawi, Zimbabwe),
- het Palearctisch gebied (Noord-Pakistan[2], Korea[3], Japan[4]),
- het Oriëntaals gebied (India, Sri Lanka, Nepal[4], Bhutan[4], China, Taiwan[5], de Filipijnen, Myanmar[4], Cambodja[2], Thailand[6], Vietnam[7], Maleisië (Sabah[4]), Indonesië (Java, Sulawesi, Sumatra, Bali[1], Sumbawa[4])),
- het Australaziatisch gebied (Papoea-Nieuw-Guinea[2], Australië[1]).

## Waardplanten
De rups leeft op Wrightia arborea (Apocynaceae).